# 蓝果蛇葡萄
蓝果蛇葡萄（学名：Ampelopsis bodinieri）是葡萄科蛇葡萄属的植物，为中国的特有植物。分布于中国大陆的福建、河南、陕西、四川、云南、广西、湖南、贵州、海南、湖北、广东等地，生长于海拔200米至3,000米的地区，多生在山谷林中以及山坡灌丛荫处，目前尚未由人工引种栽培。

## 别名
闪光蛇葡萄（经济植物手册） 蛇葡萄（秦岭植物志）

## 异名
- Ampelopsis bodinieri (Levl. et Vant.) Rehd. var. cinerea (Gagnep.) Rehd.